# Hintere Hintereisspitze
De Hintere Hintereisspitze (Italiaans: Punta della Cresta Bianca) is een 3486 meter hoge bergtop in de Ötztaler Alpen op de grens tussen de Oostenrijkse deelstaat Tirol en het Italiaanse Zuid-Tirol.
De bergtop ligt samen met de andere twee Hintereisspitzen, de Vordere en de Mittlere Hintereisspitze, in de aan de zuidoostelijke zijde van de gletsjer Gepatschferner in de Weißkam. De toppen reiken ongeveer honderd meter boven het ijsveld uit.
Beklimming van de Hintere Hintereisspitze geschiedt meestal vanuit het noorden, vanaf het Brandenburger Haus in een gletsjertocht over de Gepatschferner. De beklimming van alle drie de Hintereisspitzen neemt ongeveer drie uur in beslag.